# نائوکی سگی
نائوکی سگی (انگلیسی: Naoki Segi؛ زادهٔ ۱ ژانویهٔ ۱۹۶۳) کارگردان فیلم اهل ژاپن است.